# Савин, Игорь Алексеевич
Игорь Алексеевич Савин (7 декабря 1930, Дятьково — 8 июля 2023, Дубна) — советский физик, доктор физико-математических наук (1975), профессор (1977). Заслуженный деятель науки Российской Федерации (2007).

## Биография
Родился 7 декабря 1930 в г. Дятьково Западной (Брянской) области.
Окончил с отличием Московский государственный университет им. М. В. Ломоносова, физический факультет (1954).
С 1955 года работал в ОИЯИ (Дубна): электрофизическая лаборатория АН СССР (ЭФЛАН) (1955—1956), лаборатория высоких энергий (ЛВЭ), с 1988 по 1997 год — директор Лаборатории сверхвысоких энергий (ЛСВЭ), с 1997 — почётный директор.
Основал в ОИЯИ новое научное направление – экспериментальное и теоретическое исследование спиновой структуры нуклонов и ядер.
Доктор физико-математических наук (1975). В его докторскую диссертацию вошли ставшие классическими  результаты по регенерации каонов.
Профессор кафедры физики элементарных частиц физического факультета МГУ.
Тематика исследований — физика высоких энергий: полные и упругие сечения взаимодействий, СР-нарушение, распады К-мезонов, структурные функции нуклонов, создание крупных экспериментальных установок.
Скончался 8 июля 2023 года.

## Награды
- золотая медаль Чехословацкой АН (1990),
- орден Почёта (1996),
- 1st degree Medal of the Czech Physical Society (2011)[2]
- медаль ордена «За заслуги перед Отечеством» II степени (2018).
- медали Венгерской Народной Республики и ГДР.

## Из библиографии
- Вовенко А. С., Кулаков Б. А., Лихачёв М. Ф., Матуленко Ю. А., Савин И. А., Ставинский В. С. Газовые черенковские счетчики. // УФН, 81. С. 453—506.
- Избранные труды / И. А. Савин; [сост. В. Г. Кривохижин, В. В. Кухтин] ; Объед. ин-т ядер. исслед. — Дубна : ОИЯИ, 2010. — 297, [1] с. : ил.; 24 см. ; [6] л. ил. — Библиогр. в конце работ 135 экз. ISBN 978-5-9530-0267-7